# General der Artillerie
General der Artillerie, historisch auch Feldzeugmeister, bezeichnet einen Generalsdienstgrad in ehemaligen deutschen Landstreitkräften (Preußische Armee, Bayerische Armee, Sächsische Armee, Württembergische Armee, Reichswehr und Wehrmacht), und zwar den regulär zweithöchsten Rang unter dem Generaloberst. Kavallerieoffiziere wurden entsprechend zum General der Kavallerie, Infanterieoffiziere zum General der Infanterie befördert.
In der Wehrmacht gab es die gleichwertigen Dienstgrade General der Infanterie, General der Panzertruppe, General der Pioniere, General der Gebirgstruppe und General der Fallschirmtruppe. In der Bundeswehr entspricht der Dienstgrad Generalleutnant dem traditionellen Dienstgrad. In der NVA gab es den Dienstgrad nicht mehr, dem General der Artillerie entsprach hier der Generaloberst.

## A
- Andrae, Alexander (1888–1979)
- Angelis, Maximilian de (1889–1974)

## B
- Bader, Paul (1883–1971)
- Barckhausen, Franz (1882–1956)
- Becker, Karl (1879–1940), Chef des Heereswaffenamtes
- Behlendorff, Hans (1889–1961)
- Berlin, Wilhelm (1889–1987)
- Bleidorn, Rudolf (1864–1937)
- Boetticher, Friedrich von (1881–1967)
- Brand, Fritz (1889–1967)
- Brandt, Friedrich Wilhelm (1879–1939)
- Bussche-Ippenburg, Erich von dem (1878–1957)
- Burkhardt, Hermann Ritter von (1861–1942)

## C
- Chevallerie, Siegfried von la (1860–1950)
- Cochenhausen, Friedrich von (1879–1946)
- Crasemann, Eduard (1891–1950)

## E
- Eberth, Karl (1877–1952)
- Endres, Theodor (1876–1956)
- Engelbrecht, Erwin (1891–1964)
- Eimannsberger, Ludwig Ritter von (1878–1945)

## F
- Fahrmbacher, Wilhelm (1888–1970)
- Felzmann, Maximilian (1894–1962)
- Föhrenbach, Max (1872–1942)
- Franke, Adolf (1852–1937)
- Fretter-Pico, Maximilian (1892–1984)

## G
- Gallwitz, Max von (1852–1937)
- Gallenkamp, Curt (1890–1958)
- Geib, Theodor (1885–1944)
- Grimmeiß, Maximilian „Max“ (1893–1972)
- Gronau, Hans von (1850–1940)
- Grün, Otto (1882–1948)

## H
- Hansen, Christian (1885–1972)
- Hartmann, Otto (1884–1952)
- Hartmann, Walter (1891–1977)
- Hasse, Paul (1864–1945)
- Hauck, Friedrich Wilhelm (1897–1979)
- Heimburg, Georg von (1863–1945)
- Konstanz von Heineccius (1859–1936)
- Heinemann, Erich (1881–1956)
- Hell, Ernst–Eberhard (1887–1973)
- Herzog, Kurt (1889–1948)
- Horn, Luitpold von (1854–1914)
- Horn, Rudolf von (1866–1934)

## I
- Ilse, Emil (1864–1943)

## J
- Jahn, Curt (1892–1966)

## K
- Kaempfe, Rudolf (1883–1962)
- Kaupisch, Leonhard (1878–1945)
- Kehrer, Karl (1849–1924)
- Keiner, Walter (1890–1978)
- Körber, Wilhelm von (1826–1914)
- Krafft von Dellmensingen, Konrad (1862–1953)
- Kühlenthal, Erich (1880–1958)

## L
- Leeb, Emil (1881–1969), Chef des Heereswaffenamtes
- Lindemann, Fritz (1894–1944)
- Linger, Christian Nicolaus von (1669–1755), erster Offizier im Dienstrang eines Generals der Artillerie in der preußischen Armee
- Loch, Herbert (1886–1975)
- Lucht, Walther (1882–1949)
- Ludwig, Max (1871–1961), Chef des Heereswaffenamtes

## M
- Marcks, Erich (1891–1944)
- Maur, Heinrich von (1863–1947)
- Martinek, Robert (1889–1944)
- Mauchenheim, Anton Reichard von (1896–1961)
- Mellenthin, Horst von (1898–1977)
- Metzsch, Horst von (1874–1946)
- Meyer-Bürdorf, Heinrich (1888–1971)
- Moser, Willi (1887–1946)
- Müller, Eugen (1891–1951)

## O
- Osterkamp, Herbert (1894–1970)

## P
- Petzel, Walter (1883–1965)
- Pfeffer, Max (1883–1955)
- Pfeiffer, Georg (1890–1944)

## R
- Rabenau, Friedrich von (1884–1945)
- Rabenhorst, Adolf von (1846–1925)
- Roerdansz, Rudolf Johann Friedrich von (1828–1892)
- Roehl, Maximilian (1853–1922)
- Roman, Rudolf Freiherr von (1893–1970)
- Rumschöttel, Hermann (1858–1944)

## S
- Seydlitz-Kurzbach, Walther von (1888–1976)
- Sinnhuber, Johann (1887–1979)
- Speck, Hermann Ritter von (1888–1940)
- Speth, Hans (1897–1985)
- Stemmermann, Wilhelm (1888–1944)

## T
- Tappen, Gerhard (1866–1953)
- Theisen, Edgar (1890–1968)
- Thoholte, Karl (1893–1954)
- Thomaschki, Siegfried (1894–1967)
- Tittel, Hermann (1888–1963)

## U
- Ulex, Wilhelm (1880–1959)

## V
- Vogl, Oskar (1881–1954)
- Voigts-Rhetz, Julius Philip Werner von (1822–1904)
- Voigts-Rhetz, William von (1813–1902)
- Vollard-Bockelberg, Alfred von (1874–1945), Chef des Heereswaffenamtes

## W
- Wachenfeld, Edmund (1878–1958)
- Waeger, Kurt (1893–1952)
- Wagner, Eduard (1894–1944)
- Wandel, Martin (1892–1943)
- Warlimont, Walter (1894–1976)
- Weidling, Helmut (1891–1955)
- Weyer, Peter (1879–1947)
- Wodrig, Albert (1883–1972)
- Wuthmann, Rolf (1893–1977)

## Z
- Ziegler, Heinz (1894–1972)
- Ziethen, Alfred (1858–1944)